# Tête de Cialancion
La Tête de Cialancion (3019 m s.l.m.) è una montagna delle Alpi Cozie, situata in alta valle Maira (provincia di Cuneo), in prossimità del confine con la Francia.

## Caratteristiche

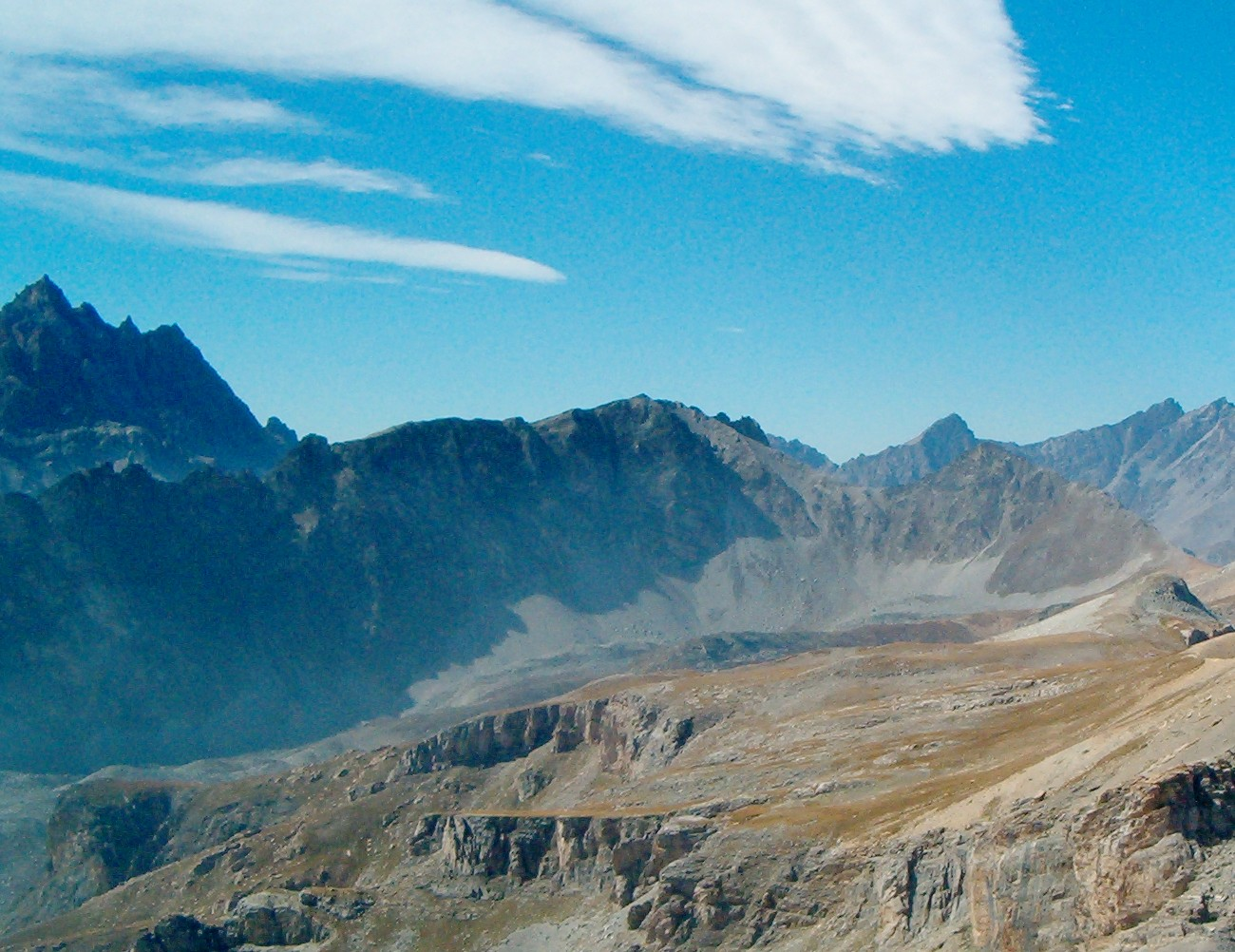
Il versante nord-est della Tête de Cialancion. A sinistra si intravede l'Aiguille de Chambeyron.

La vetta si trova in comune di Acceglio, su una breve dorsale secondaria che si distacca dallo spartiacque alpino principale tra il monte Maniglia ed il Colle del Maurin. La dorsale alpina principale in questo tratto ha un andamento generale da ENE a OSO, ma giunta all'altezza del monte di Ciabriera (2969 m) piega verso sud-ovest, raggiungendo la quota 3015; qui piega bruscamente a nord-ovest, indi 100-150 metri dopo nuovamente a ovest-sud-ovest, fino alla quota 2668, da dove scende in direzione SSO verso il colle del Maurin. Dalla quota 3015 si diparte appunto la cresta secondaria che sale in un centinaio di metri alla vetta principale (3019 m), da dove prosegue verso il monte Spera (2981 m), proseguendo infine verso il fondo della valle del Maurin. Questa costiera separa il vallone del Maurin a sud-ovest, dalla valle sospesa di Ciabrera a nord-est.
Analogamente alla punta Gastaldi, anche qui la vetta si trova interamente in territorio italiano, a pochi metri dal confine. In questo le cartografie nazionali dei due paesi sono concordi. La cartografia francese IGN indica però l'altezza della montagna in 3023 m, e la quota 3015 come quota 3018.
Il versante orientale scende sulla valle di Ciabrera con pareti rocciose scoscese e piuttosto verticali; quello occidentale presenta un pendio detritico regolare nella parte alta, ma interrotto alla base da balze rocicose. L'anfiteatro semicircolare del versante nord è costituito da un pendio detritico ripido ma regolare.
Dal punto di vista geologico, la montagna è interamente costituita dalle quarziti conglomeratiche del Permo-Carbonifero di Sampeyre, appunto risalenti al Permiano (verrucano alpino).
Il nome deriva dall'occitano chalancho, che significa valanga.

## Ascensione alla vetta
L'accesso più comodo è dal versante francese. Si raggiungono i laghi di Roure e si sale al più elevato; da qui si sale inizialmente verso il colle della Ciabriera, poi si taglia a destra in direzione del passo di Cialancion, tra la vetta ed il monte di Ciabriera. Qui giunti, si incontra una traccia di sentiero che, seguendo la cresta, conduce in vetta. Si tratta di un itinerario per escursionisti esperti, con diversi tratti fuori sentiero.
Dal versante italiano, è possibile raggiungere i laghi di Roure risalendo il vallone del Maurin dalle grange Collet o da Chiappera, in comune di Acceglio.
Lo stesso itinerario è percorribile d'inverno con gli sci. Partendo da Chiappera, è possibile non scendere ai laghi, ma tagliare in leggera salita dopo il colle del Maurin fino ad incontrare il vallonetto chiuso in testata dal passo di Cialancion.